# Радикальный центризм
Радика́льный центри́зм (также кра́йний центри́зм, радика́льный центр) — политическая идеология, которая возникла в западных странах в конце XX века.
Радикальный центризм зародился в США во второй половине XX века и представлял собой попытку ряда интеллектуалов использовать одновременно «левые» и «правые» подходы в решении тех или иных задач. Например, сочетать приверженность рыночным механизмам с заботой о социальной проблематике. Центризм относится к убеждению, что подлинные решения требуют реализма и прагматизма, а не только идеализма и эмоций. Радикальный центризм — это «идеализм без иллюзий», фраза, исходящая от Джона Ф. Кеннеди. Радикальные центристы заимствуют идеи у левых и правых, часто смешивая их вместе.

## Истоки и влияние
Идеи объединить правые и левые представления о будущем появились еще в 19 веке. Радикальные центристы считают своими предтечами Джона Стюарта Милля и Дэвида Ллоида Джорджа. В своей книге «Независимая нация» (2004) Джон Авлон обсуждает предвестников американского политического центризма XXI века, включая политиков Теодора Рузвельта, Эрла Уоррена, Маргарет Чейз-Смит, Дэниела Патрика Мойнихэна и др.
По словам журналиста Уильяма Сафира, фраза «радикальный центризм» была придумана штатным корреспондентом The New Yorker Ренатой Адлер. В 1998 году британский социолог Энтони Гидденс заявил, что радикальный центризм является по сути синонимом Третьего пути. Под его влиянием находились премьер-министры Тони Блэр и Гордон Браун.

## Идеологическая основа
Радикальный центризм — это синтез «левых» и «правых» подходов в решении политических задач. Например, сочетать приверженность рыночным механизмам с заботой о социальной проблематике. Девиз радикальных центристов — идеализм без иллюзий. То есть идеализм в постановке задач, но максимально реалистическое понимание исходных позиций и осознание, что метод не стоит отбрасывать лишь потому, что он «не из нашего политического спектра», а проблему игнорировать лишь потому, что она не вписывается в твою любимую картину мира. Радикальные центристы не находятся в середине, как классические центристы, а, при необходимости, пользуются методами всех политических спектров.
Радикальный центризм появился в среде философов и журналистов, но быстро просочился в речи политиков, например, Джон Авлон долгие годы был спичрайтером мэра Нью-Йорка Рудольфа Джулиани, а Мэтью Миллер был советником президента США Билла Клинтона. Марксистский автор Тарик Али подверг критике мейнстримные центристские партии с почти неотличимым друг от друга неолиберальным курсом в книге со сходным названием «The Extreme Centre».

### Основные идеи
- Современный развитый мир вступил в информационную экономику с новыми возможностями, которые практически не используются.
- В эту новую эпоху абсолютное большинство людей не являются ни правыми, ни левыми, ни либералами, ни консерваторами.
- Современные политические партии привержены идеям, разработанным в другую эпоху и людьми другой эпохи, поэтому они не желают или не могут реалистично смотреть в будущее.
- В современном мире люди настаивают на том, чтобы им были предоставлены равные и справедливые возможности добиться успеха.

## Радикальные центристы в современном мире

### Великобритания
Великобритания — один из центров распространения идеологии в современном мире. В разное время радикальными центристами там называли себя множество политиков, например, лидер Либеральных демократов и заместитель премьер-министра Ник Клегг заявил в своем обращении к членам партии весной 2011 г.:
Левые одержимы государством. Правые поклонением рынку. Но как либералы мы верим в людей. Наши противники пытаются разделить нас своими устаревшими ярлыками на левых и правых. Но мы не слева и не справа. У нас есть собственный лейбл — мы либералы. Наша политика — это политика радикального центра. 

### США
Многие аналитики назвали президентскую кампанию Росса Перо в США в 1992 году первой радикально-центристской избирательной кампанией. В ходе кампании Перо поддерживал повышение налога на бензин, популяризировал идею балансирования бюджета и пропагандировал народное недоверие к партийным крайностям. Последователи Перо, сторонники независимой политики, впоследствии добились успеха на губернаторских выборах в США. Джесси Вентура стал губернатором Миннесоты, а Ангус Кинг сенатором США от штата Мэн, а впоследствии губернатором.
В 2010-е годы движение радикального центризма в США трансформировалось. Журналист и философ, обозреватель The New York Times Томас Фридман призвал к «радикально-центристскому чаепитию», намекая на Бостонское чаепитие, то есть призвал создать в США новую политическую организацию.
В 2021 году предприниматель Эндрю Ян и экс-губернатор Нью-Джерси Кристина Тодд Уитман создали радикально-центристское политическое движение «Вперед», которое в перспективе может стать третьей крупной политической партией в США.

### Канада
Премьер-министр Пьер Эллиот Трюдо еще в 80-х годах 20 века утверждал, что его Либеральная партия находится на позициях радикального центра. Многие исследователи относят к радикальным центристам современной Канады и Трюдо младшего — премьер-министра Джастина Трюдо.

### Франция
Большинство политологов склоняются к мнению, что президент Франции Эмманюэль Макрон является хорошим примером радикального центриста, хоть во французской прессе такой термин и не используется. Энн Эпплбаум из The Washington Post написала, что Макрон «представляет собой новое течение — радикальный центр, как и его политическое движение En Marche!». Журнал Foreign Policy отмечает, что Макрон неоднократно указывал на то, что он «ни левый, ни правый», и на его поддержку политики, такой как меры жесткой экономии в государственном секторе и крупные инвестиции в охрану окружающей среды.

### Израиль
В Израиле на убеждениях радикального центризма находится партия «Есть будущее» и ее лидер, премьер-министр Яир Лапид. Перед избранием на пост премьер-министра Лапид написал эссе, в котором описал свою версию радикального центризма как «политику широкого консенсуса, которая дает нам всем силы. Вместе мы создаем что-то новое».

### Испания
В современной Испании исследователи относят к радикальному центру политика Альберта Риверу и его партию «Граждане». Сам Ривера охарактеризовал свое движение как радикально-центристское, заявив: «Мы радикальный центр. Мы не можем победить их, если дело доходит до популизма». Ривера призвал политику отказаться от старых ярлыков, заявив: «Мы должны отойти от старой оси лево-право». На парламентских выборах в ноябре 2019 года получила 1,63754 млн голосов (6,79 %), получив 10 мандатов.

### Украина
К радикальным центристам относит себя партия «Слуга народа». Об этом рассказал сам глава партии Александр Корниенко: «Сейчас у нас нет планов по официальной смене идеологии... Это радикальный центризм. Он предполагает использование различных политических инструментов в тех или иных ситуациях, когда нужно. Открыв рынок газа, но увидев, что в нем есть проблемы, мы сделали временное регулирование. Это классический инструмент радикального центризма так называемого. Либералы нас обвиняют в том, что мы закрыли рынок газа. Социалисты нас обвиняют в том, что мы открыли рынок газа».